# Jesús Rafael Álvarez
Jesús Rafael Álvarez (c. 1980-12 de diciembre de 2024) fue un preso político venezolano. En 2024 fue detenido por fuerzas de seguridad junto con su esposa, pocos días después de las elecciones presidenciales de Venezuela el mismo año, siendo recluido en el centro penal de Tocuyito. Luego de más de cuatro meses de encarcelamiento, Jesús falleció bajo custodia policial por falta de atención médica, aunque se desconoce su causa de muerte.

## Detención y muerte
Jesús Rafael Álvarez estudió en la Universidad Gran Mariscal de Ayacucho, núcleo Puerto Ordaz. El 2 de agosto de 2024, pocos días después de las elecciones presidenciales de Venezuela el mismo año, fue detenido junto a su esposa por agentes de la Dirección General de Contrainteligencia Militar (DGCIM) en su casa en El Callao, estado Bolívar, alrededor de la 1:00 a.m. y sin orden de captura. Ambos fueron procesados por los cargos de "terrorismo" e "incitación al odio".Al momento de sus detenciones, la organización de derechos humanos Foro Penal había registrado 1903 detenidos, la mayor cifra por razones políticas en el país hasta el momento.
Ambos fueron trasladados al Destacamento 625 de la Guardia Nacional Bolivariana en Puerto Ordaz, en Bolívar, y después de un mes fue trasladado y recluido en el centro penal de Tocuyito, en el estado Carabobo. Durante su reclusión a Jesús se le negó atención médica, no se le permitía visitas familiares, no le daban comida y era castigado si se quejaba.Su hijo, Jesús Álvarez, se mudó a Carabobo y realizó las gestiones para liberar a su padre. No pudo verlo durante los cuatro meses de su encarcelamiento, sólo pudo enviarle comida mediante personas autorizadas, y sólo pudo comunicarse con él mediante breves llamadas telefónicas en tres o cuatro oportunidades.Antes de su muerte fue trasladado a la enfermería del penal sólo tras las protestas de sus compañeros de celda.
El 12 de diciembre de 2024 falleció estando todavía bajo custodia. Su familia conoció sobre su muerte en la noche del día siguiente, el 13 de diciembre después de las 7:00 p.m., por información de los medios de comunicación. El mes anterior, el 14 de noviembre, el preso político postelectoral Jesús Martínez Medina también había fallecido bajo custodia y por falta de atención médica. Jesús Álvarez hijo acudió a la morgue del Hospital Central de Valencia para identificar reconocer el cuerpo. Declaró ante medios de comunicación: “A las diez y tanto de la noche me enteré que mi papá falleció. Nadie me avisó nada, solo me informaron que lo trasladaron al hospital central, a la morgue”.El hijo se apersonó ante el Cuerpo de Investigaciones Científicas, Penales y Criminalísticas (CICPC), pero en la sede los funcionarios negaron que hubiese algún fallecido con los datos ofrecidos.Después de ver una fotografía de su cuerpo, la primera vez que lo veía desde su arresto, vio a su papá irreconocible: "demacrado, con barba, extremadamente delgado" con un pómulo hinchado y signos evidentes de un golpe".
Su familia exigió que se les entregara su cuerpo para darle sepultura, información sobre las circunstancias de su muerte y justicia. El Comité por la Libertad de los Presos Políticos se sumó a las demandas, al igual que la coalición opositora de la Plataforma Unitaria y el dirigente político Enrique Márquez, El exgobernador César Pérez Vivas denunció el hecho de que un hombre joven muriese en la cárcel por falta de atención médica. Las ONGs del Observatorio Venezolano de Prisiones y Justicia, Encuentro y Perdón pidieron una investigación independiente sobre la muerte de Jesús Álvarez. En las afueras de la cárcel de Tocuyito, acompañado de familiares de detenidos, el pastor Juan Barraza expresó sus condolencias a la familia de Álvarez en un video. Su cuñada pidió la liberación de la esposa de Jesús, Anny Suárez, quien para el momento del fallecimiento de Jesús continuaba detenida.Al conocer sobre su muerte, su esposa expresó que "ya no tenía motivos para vivir".
En la tarde del 14 de diciembre Jesús Álvarez hijo salió de la sede del CICPC, tras más de seis horas, custodiado por funcionarios de la policía científica, y se trasladaron a la morgue junto con familiares. En la morgue les informaron a los familiares que el cadáver estaba en avanzado estado de descomposición y que se le había realizado una autopsia, pero no fueron informados sobre sus resultados. El mismo día, el cuerpo de Jesús fue trasladado desde la morgue a Anaco, estado Anzoátegui, en una carroza fúnebre.Fue sepultado al día siguiente en Anaco, el 15 de diciembre, sin velorio y bajo la custodia de funcionarios de seguridad. Al momento de su entierro, se desconocía su causa de muerte.

## Vida personal
Jesús Rafael Álvarez tuvo tres hijos y estuvo casado con Anny Suárez de Álvarez, con quien estuvo casado por veinte años hasta su muerte. Anny Suárez también fue detenida con él en agosto de 2024, a los 38 años, y para diciembre de ese año se encontraba recluida en el Destacamento 625 de la Guardia Nacional Bolivariana en Puerto Ordaz, Bolívar.